# قشلاق أصغر (مقاطعة بيله سوار)
قشلاق أصغر (بالفارسية: قشلاق اصغر) هي مستوطنة تقع في إيران في قسم قشلاق الشرقي الريفي.